# Ringer-Bundesliga
Die Ringer-Bundesliga ist die höchste Kampfklasse im deutschen Ringen für Mannschaften. Die Bundesliga wurde 1964 eingeführt.

## Geschichte
Die Ringer-Bundesliga wurde im Oktober 1964 in der Bundesrepublik mit einer Süd- und einer Nordstaffel mit jeweils sechs Mannschaften eingeführt. Zur Nordgruppe gehörten der SV Einigkeit 05 Aschaffenburg-Damm, der KSV 1898 Neu-Isenburg, die Sport-UNION Annen, der ASV Mainz 1888, SV Siegfried-Nordwest Berlin 1887 und der ASV Heros 1894 Dortmund. In der Südgruppe traten der ESV Sportfreunde München-Neuaubing, der AV Germania Freiburg-St. Georgen, der KSV „Athletik-Einigkeit“ Köllerbach, der KSV Saarbrücken-Malstatt, der ASV „Spartania“ Schorndorf und der SV Siegfried Hallbergmoos an.

## Modus
Grundsätzlich gibt es eine Vorrunde, die in mindestens zwei Staffeln ausgetragen wird, und eine Endrunde, vergleichbar mit einer Play-off-Runde. Der deutsche Meister wird meist zwischen Januar und März in einem Finale gefunden, wobei es einen Vorkampf und einen Rückkampf gibt und beide Ergebnisse miteinander addiert werden.

## Ringer-Bundesliga 2024/25
Die Bundesliga-Kampfzeit 2024/25 besteht aus zwei Staffeln mit 6 und 7 Mannschaften. Die Saison begann mit dem ersten Wettkampftag der Vorrunde am 14. September 2024. Der letzte Wettkampftag der Vorrunde ist für den 7. Dezember 2024 terminiert. Die Endrunde folgte im Dezember 2024 und im Januar 2025. Die Finalbegegnungen fanden am 18. und 25. Januar 2025 statt.

## Liste der Meister der Ringer-Bundesliga
| Jahr      | Meister                    | Vizemeister                  | Final-Ergebnis          |
| --------- | -------------------------- | ---------------------------- | ----------------------- |
| 1964/65   | ESV Sportfreunde Neuaubing | Einigkeit Aschaffenburg-Damm | 7:9 und 11:6            |
| 1965/66   | KSV Köllerbach             | ASV Heros Dortmund           | 9:9 und 12:9            |
| 1966/67   | VfK Schifferstadt          | KSV Köllerbach               | 12:5 und 10:10          |
| 1967/68   | KSV Köllerbach             | KSV Witten 07                | 9:7 und 10:8            |
| 1968/69   | VfK Schifferstadt          | KSV Witten 07                | 9:9 und 13:4            |
| 1969/70   | KSV Witten 07              | VfK Schifferstadt            | 9:8 und 10:10           |
| 1970/71   | VfK Schifferstadt          | KSV Witten 07                | 17:7 und 15:9           |
| 1971/72   | KSV Köllerbach             | VfK Schifferstadt            | 26:14 und 21,5:18,5     |
| 1972/73   | ASV Mainz 1888             | KSV Witten 07                | 25,5:14,5 und 13:23     |
| 1973/74   | KSV Witten 07              | ASV Bauknecht Schorndorf     | 21:17 und 18,5:18,5     |
| 1974/75   | ASV Bauknecht Schorndorf   | ASV Mainz 1888               | 21:15 und 22:14         |
| 1975/76   | VfK Schifferstadt          | KSV Germania Aalen           | 21,5:14,5 und 25:15     |
| 1976/77   | ASV Mainz 1888             | VfK Schifferstadt            | 18:24 und 26:19         |
| 1977/78   | KSV Witten 07              | VfK Schifferstadt            | 22:14 und 19,5:24,5     |
| 1978/79   | KSV Germania Aalen         | KSV Witten 07                | 20:20 und 22:18         |
| 1979/80   | KSV Witten 07              | AV Reilingen                 | 25,5:14,5 und 23:17     |
| 1980/81   | KSV Witten 07              | KSV Germania Aalen           | 22,5:17,5 und 25:15     |
| 1981/82   | AV Reilingen               | KSV Witten 07                | 18:20 und 23:16         |
| 1982/83   | KSV Witten 07              | VfK Schifferstadt            | 24,5:14 und 20,5:16     |
| 1983/84   | KSV Germania Aalen         | VfK Schifferstadt            | 21:15 und 20:14         |
| 1984/85   | KSV Wiesental              | KSV Germania Aalen           | 19,5:17 und 19:19       |
| 1985/86   | KSV Witten 07              | VfK Schifferstadt            | 22,5:13,5 und 17,5:19,5 |
| 1986/87   | AC Bavaria Goldbach        | VfK Schifferstadt            | 24:15,5 und 16:22       |
| 1987/88   | VfK Schifferstadt          | AC Bavaria Goldbach          | 14:18,5 und 26:9        |
| 1988/89   | AC Bavaria Goldbach        | KSV Wiesental                | 21,5:13,5 und 22:14     |
| 1989/90   | VfK Schifferstadt          | AC Bavaria Goldbach          | 24,5:13,5 und 15:22     |
| 1990/91   | AC Bavaria Goldbach        | RWG Mömbris-Königshofen      | 22:11 und 16:18         |
| 1991/92   | AC Bavaria Goldbach        | VfK Schifferstadt            | 17,5:7,5 und 14,5:10,5  |
| 1992/93   | AC Bavaria Goldbach        | VfK Schifferstadt            | 14:11 und 9,5:12,5      |
| 1993/94   | AC Bavaria Goldbach        | RWG Mömbris-Königshofen      | 16,5:11,5 und 10:14,5   |
| 1994/95   | AC Bavaria Goldbach        | VfK Schifferstadt            | 10:13 und 15,5:9,5      |
| 1995/96   | AC Bavaria Goldbach        | VfK Schifferstadt            | 13:12 und 12,5:11       |
| 1996/97   | KSV Germania Aalen         | AC Bavaria Goldbach          | 22:8 und 9,5:17         |
| 1997/98   | KSV Germania Aalen         | AC Bavaria Goldbach          | 11:10 und 14:7,5        |
| 1998/99   | KSV Germania Aalen         | KSV Witten 07                | 11,5:12,5 und 14,5:10   |
| 1999/2000 | KSV Germania Aalen         | VfK Schifferstadt            | 13:9 und 14,5:8         |
| 2000/01   | KSV Germania Aalen         | KSV Köllerbach               | 17:9 und 13,5:8,5       |
| 2001/02   | KSV Germania Aalen         | VfK Schifferstadt            | 10:14,5 und 14:9        |
| 2002/03   | VfK Schifferstadt          | KSV Germania Aalen           | 13:9 und 12:8           |
| 2003/04   | VfK Schifferstadt          | KSV Germania Aalen           | 16,5:6 und 12:10        |
| 2004/05   | VfK Schifferstadt          | 1. Luckenwalder SC           | 13:14,5 und 17,5:6,5    |
| 2005/06   | 1. Luckenwalder SC         | SV Siegfried Hallbergmoos    | 22:13 und 30:5          |
| 2006/07   | KSV Köllerbach             | 1. Luckenwalder SC           | 23:13 und 21:18         |
| 2007/08   | KSV Köllerbach             | 1. Luckenwalder SC           | 25:15 und 17:20         |
| 2008/09   | KSV Köllerbach             | 1. Luckenwalder SC           | 23:16 und 19:21         |
| 2009/10   | KSV Aalen 05               | SV Germania Weingarten       | 20:18 und 22:16         |
| 2010/11   | SV Germania Weingarten     | RWG Mömbris-Königshofen      | 21:16 und 22:14         |
| 2011/12   | SV Germania Weingarten     | KSV Köllerbach               | 18:21 und 24:12         |
| 2012/13   | ASV Mainz 1888             | KSV Köllerbach               | 22:14 und 15:22         |
| 2013/14   | ASV Nendingen              | SV Germania Weingarten       | 18:16 und 14:16         |
| 2014/15   | ASV Nendingen              | SV Germania Weingarten       | 12:12 und 11:7          |
| 2015/16   | ASV Nendingen              | SV Germania Weingarten       | 11:7 und 8:12           |
| 2016/17   | SV Germania Weingarten     | KSV Ispringen                | 13:9 und 11:13          |
| 2017/18   | SV Wacker Burghausen       | KSV Köllerbach               | 18:6 und 12:14          |
| 2018/19   | SV Wacker Burghausen       | Red Devils Heilbronn         | 14:13 und 12:9          |
| 2019/20   | SV Wacker Burghausen       | KSV Köllerbach               | 15:13 und 19:10         |
| 2020/21   | Saison abgebrochen         | Saison abgebrochen           | Saison abgebrochen      |
| 2021/22   | SV Wacker Burghausen       | ASV Mainz 88                 | 12:12 und 18:11         |
| 2022/23   | ASV Mainz 88               | ASV Schorndorf               | 14:13 und 14:13         |
| 2023/24   | SV Wacker Burghausen       | SC Siegfried Kleinostheim    | 12:9 und 14:9           |
| 2024/25   | ASV Schorndorf             | SC Siegfried Kleinostheim    | 13:16 und 17:7          |

### Bundesliga-Meister
In den Bundesliga-Kampfzeiten seit 1964/65 errangen insgesamt 14 verschiedene Vereine den Meistertitel. Die beiden erfolgreichsten Ringervereine sind mit jeweils neun gewonnenen Meisterschaften der VfK Schifferstadt und der KSV Aalen, der bis 2005 unter dem Namen KSV Germania acht Titel und nach der Neugründung als KSV Aalen 05 einen weiteren Titel erreichen konnte. Der AC Bavaria Goldbach folgt mit acht gewonnenen Titeln auf dem dritten Rang.
| Rang | Verein                                                 | Bundesliga-Meisterschaften | Zuletzt |
| ---- | ------------------------------------------------------ | -------------------------- | ------- |
| 1    | VfK Schifferstadt                                      | 9                          | 2005    |
| 0    | KSV Germania Aalen (bis 2005) / KSV Aalen 05 (ab 2005) | 9                          | 2010    |
| 3    | AC Bavaria Goldbach                                    | 8                          | 1996    |
| 4    | KSV Witten 07                                          | 7                          | 1986    |
| 5    | KSV Köllerbach                                         | 6                          | 2009    |
| 6    | SV Wacker Burghausen                                   | 5                          | 2024    |
| 7    | ASV Mainz 88                                           | 4                          | 2023    |
| 8    | ASV Nendingen                                          | 3                          | 2016    |
| 0    | SV Germania Weingarten                                 | 3                          | 2017    |
| 90   | ASV Schorndorf                                         | 2                          | 2025    |
| 10   | ESV Sportfreunde Neuaubing                             | 1                          | 1965    |
| 0    | AV Reilingen                                           | 1                          | 1982    |
| 0    | KSV Wiesental                                          | 1                          | 1985    |
| 0    | 1. Luckenwalder SC                                     | 1                          | 2006    |

Der VfK Schifferstadt unterlag insgesamt 14-mal in Finalrunden und ist damit mit Abstand häufigster Vizemeister der Ringer-Bundesliga.